# Palacio de Falkland

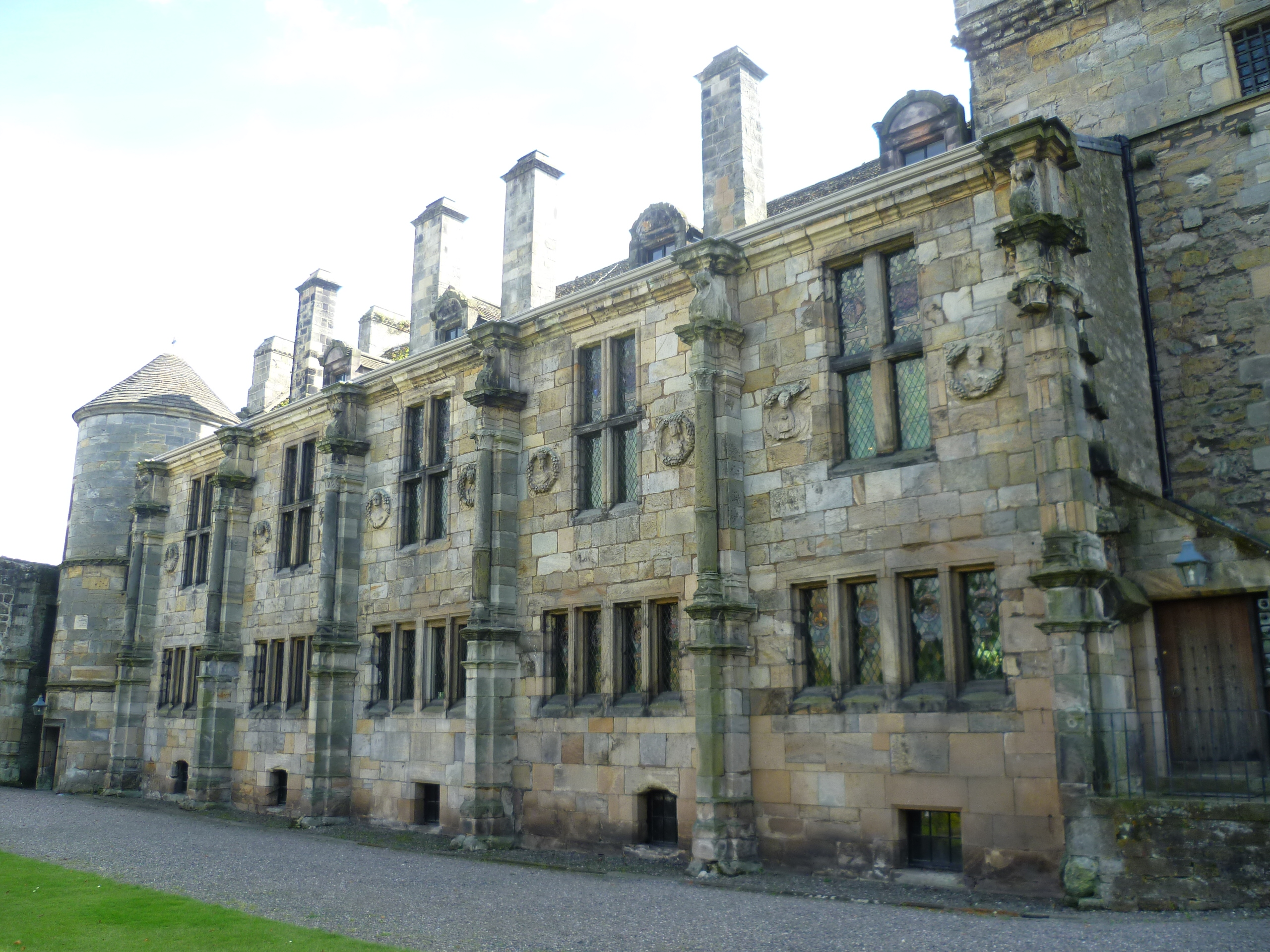
"Cuarteles del sur" desde el patio

El palacio de Falkland era una residencia real de los reyes escoceses en Falkland, Fife. Era uno de los lugares favoritos de María, Reina de los Escoceses, proporcionando un escape de la agitación política y religiosa. Hoy está catalogado como un monumento planificado, bajo la dirección de Ninian Stuart, quien delega la mayoría de sus funciones en The National Trust for Scotland. La Capilla Real del Palacio está dedicada a Tomás Apóstol, y también está abierta al público y reservada para el culto católico.

## Historia

### Primeros años
Un pabellón de caza existió en el sitio en el siglo XII. El albergue se amplió en el siglo XIII y se convirtió en un castillo propiedad de los condes de Fife, el famoso clan MacDuff. El castillo se construyó aquí porque el sitio se asienta sobre una pequeña colina que podría defenderse. La tierra circundante eventualmente se convirtió en los jardines del Palacio.
Había un gran bosque de robles al norte entre el establo real y el río Eden, con muchas arboledas que se fusionaban con el parque circundante. De vez en cuando se cortaba madera en el bosque para los barcos de guerra reales. El castillo habría estado rodeado de prados, campos, huertas, claros y Falkland Park, que era un bosque manejado rodeado por un claro, una zanja con una cerca encima.
En 1371, Isabella MacDuff, condesa de Fife, reconoció a Roberto Estuardo, conde de Menteith, hijo de Roberto II, como su heredero y lo nombró guardián del castillo y del bosque de Falkland. En 1402, Estuardo, ahora duque de Albany, encarceló a su sobrino y rival David Estuardo, duque de Rothesay, el hijo mayor de Roberto III, en Falkland. El duque encarcelado finalmente murió por negligencia y hambre. Albany fue exonerado por el Parlamento de Escocia, pero persistieron las sospechas de juego sucio, sospechas que nunca abandonaron al hermano menor de Rothesay, el futuro rey Jacobo I, y que eventualmente conducirían a la caída de los Albany Estuardo. Después de la ejecución del hijo de Albany, Murdo, en 1424, Jaime I tomó posesión de Falklandpor la corona.
Falkland se convirtió en un retiro popular entre todos los monarcas de la dinastía Estuardo. Practicaron allí la cetrería y utilizaron los vastos bosques circundantes para la cetrería. Se mantenían ciervos rojos y gamos en el parque para cazar, algunos traídos del bosque de Torwood cerca de Stirling. Henry Kinghorn y William Blair, dos mayordomos de María de Güeldres, la viuda de Jacobo II de Escocia, fueron los responsables de las mejoras en el Palacio de Falkland en 1461-1462. El carpintero real fue Andrew Lesouris. Las mejoras incluyeron una galería con dos cámaras, aparentemente el primer uso del término "galería" derivado del francés en Gran Bretaña.
Jacobo III y Margarita de Dinamarca llegaron a Falkland en septiembre de 1473. El tribunal de Hacienda se reunía anualmente en Falkland para finalizar las cuentas de las tierras conjuntas de su madre, María de Güeldres.
Entre 1497 y 1541 Jacobo IV y Jacobo V transformaron el antiguo castillo y alojamiento real en un hermoso palacio real renacentista. En mayo de 1501, Jacobo IV contrató a dos albañiles de Dundee para trabajar en el palacio y se compró un reloj de arena para medir el tiempo. El 13 de diciembre de 1501 fue agasajado en Falkland por la trovadora Quhissilgibboun, y en septiembre de 1504 por violinistas, laudistas y un tamborilero africano conocido como "el moro Taubronar". En 1512 se techó una nueva capilla (quizás en el sitio del actual barrio sur) y los albañiles estaban trabajando en el Gran Salón y el muro del jardín.

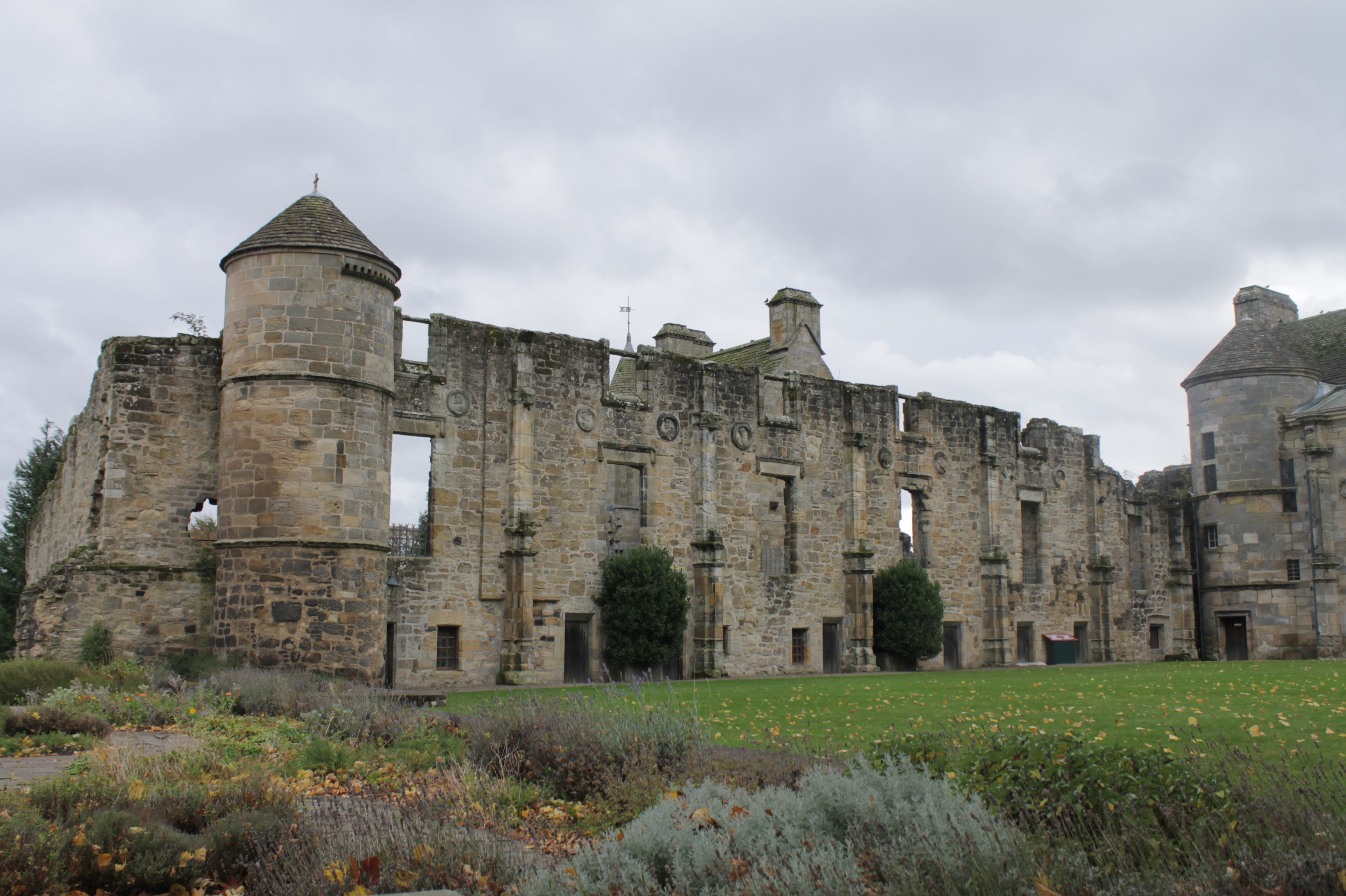
Ala norte del palacio desde el noroeste

El adolescente Jacobo V fue retenido en el Palacio de Falkland por el conde de Angus y, según Robert Lindsay de Pitscottie, escapó al castillo de Stirling, que estaba en manos de su madre, Margarita Tudor. Su plan consistía en anunciar una cacería de ciervos temprano en la mañana en el parque y luego cabalgar en medio de la noche vestido como un mozo de cuadra.
Para abordar el mal estado del jardín y el parque, Jacobo V nombró un nuevo Capitán y Guardián, William Barclay, Maestro de Rhynd, en marzo de 1527. La Cámara de la Reina se colgó con un tapiz para Margarita Tudor en septiembre de 1534. Jacobo V amplió los edificios de su padre en estilo renacentista francés a partir de 1537 y construyó una cancha de tenis real en el jardín en 1541.
La piedra caliza se extraía de las colinas de Lomond y se quemaba en hornos para hacer mortero. La piedra de remate o "atractiva" para la cancha de tenis se extrajo en Kingoodie, cerca de Dundee, y se envió a Lindores, al norte del Palacio en el río Tay.
Jacobo V murió en el Palacio de Falkland en diciembre de 1542, de una enfermedad inducida por la conmoción y el dolor de la derrota de su ejército en Solway Moss y por el hecho de que su esposa no le dio un heredero varón, dando a luz a la futura María, Reina de Escocia. Su cuerpo permaneció en la Capilla Real durante casi un mes y la capilla estaba cubierta de negro. El 4 de enero de 1543, los mensajeros ordenaron a los caballeros de Fife que llevaran el cuerpo del rey a North Queensferry de camino a la abadía de Holyrood.
María, Reina de Escocia, nació en el palacio de Linlithgow y se mudó al castillo de Stirling en julio de 1543. Su madre, María de Guisa, a veces viajaba sin ella para quedarse en Falkland, registrándose alojamientos de ella en octubre de 1546, y septiembre de 1549. La hija del conde Arran, Anne Hamilton, se unió a María de Guisa en Falkland en junio de 1553.
María, reina de Escocia, celebró su ceremonia del Jueves Santo o "Skyris Thurisday" en Falkland en marzo de 1562. Lavó los pies de 19 mujeres jóvenes, y John Balfour compró tela de lino nueva para delantales y toallas que les dio a las doncellas. El número de mujeres jóvenes coincidía con su edad. Se hospedó en Falkland para Semana Santa en abril de 1563 y 1564. Las numerosas visitas de la reina a Falkland se han rastreado en fuentes de archivo.

### Jacobo VI y Ana de Dinamarca

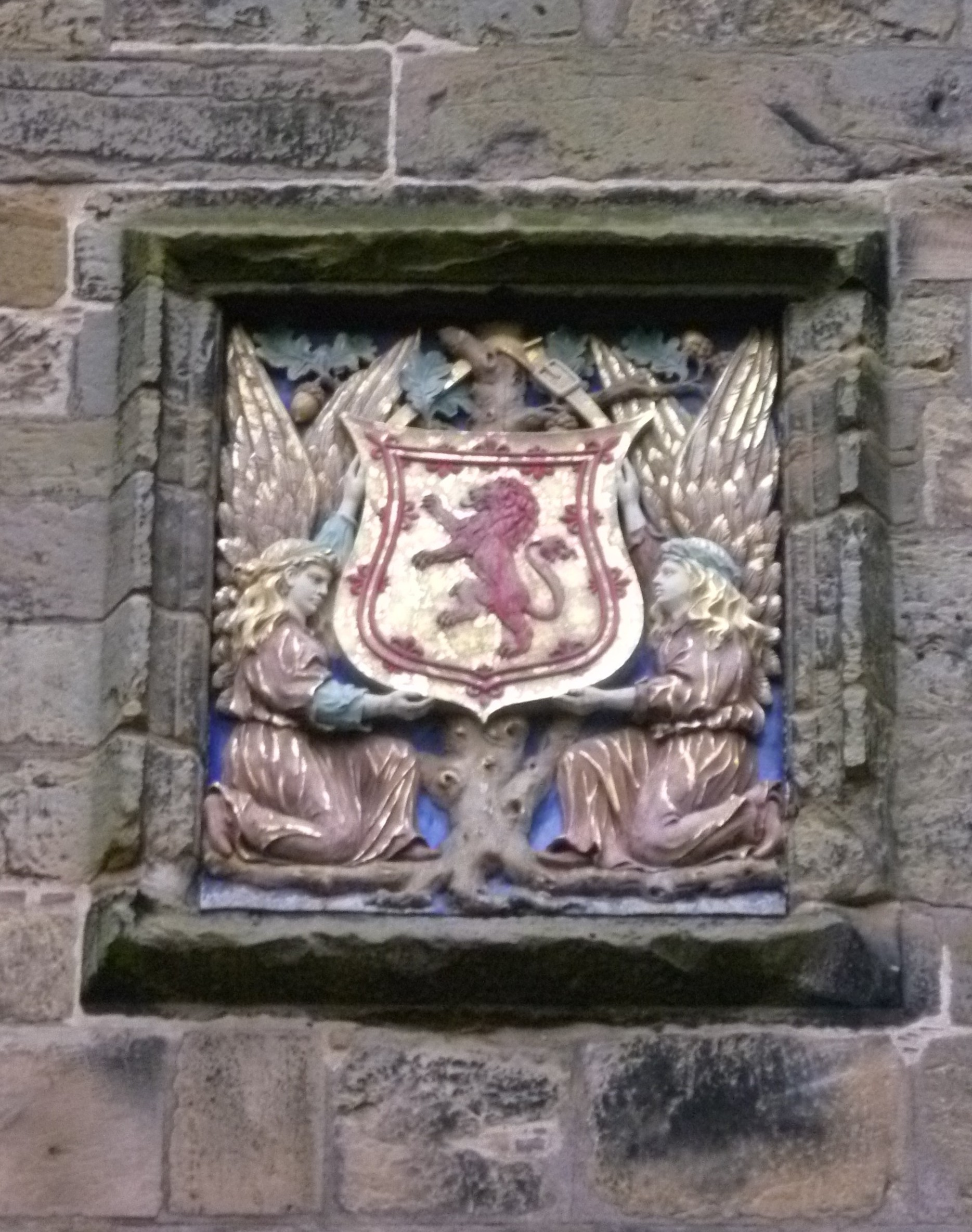
Escudo de armas del rey de Escocia en la puerta de entrada

En abril de 1582, Jacobo VI de Escocia nombró a John Killoch y Robert Schaw guardianes de todas sus canchas de tenis y proveedores de sus pelotas y raquetas. James VI pasó el verano de 1583 en Falkland, y el diplomático inglés Robert Bowes señaló que era una "pequeña casa" inadecuada para celebrar un parlamento. En 1584, Jacobo VI hizo reparar los techos y pidió a sus inquilinos en Fife que ayudaran a llevar pizarras, tejas, madera, arena y cal al palacio. Se quedó en el palacio durante la plaga de julio de 1585 y, por temor a la infección, ordenó a las personas que no tenían nada que hacer en Falkland o en la corte que se mantuvieran alejadas. Sus invitados en Fife en el verano de 1585 incluyeron al embajador inglés Edward Wotton y tres enviados daneses que vinieron a hablar sobre las islas Orkney y Shetland y el matrimonio del rey. Jacobo VI celebró una reunión en Falkland en septiembre de 1587 para discutir sus planes de matrimonio después de escuchar de sus embajadores que la anciana princesa danesa Isabel estaba prometida a otro.
Jacobo VI se casó con la joven princesa Ana de Dinamarca, y el palacio de Falkland se incluyó en el "regalo matinal" que James VI le dio a su novia. El 12 de mayo de 1590, los embajadores daneses cabalgaron desde el castillo de Wemyss hasta Falkland para evaluar el palacio y las tierras en Fife. Fueron recibidos por el arquero James Beaton de Creich. El abogado John Skene produjo una carta de las tierras de la reina y, como símbolo tradicional de propiedad, el almirante danés Peder Munk recibió un puñado de tierra y piedra. Después de esta ceremonia, cabalgaron hacia el castillo de Lochleven. Otro embajador danés, Paul Knibbe, llegó a Falkland en julio de 1591. Trajo a una dama danesa, probablemente Margaret Vinstarr, para que se uniera a la casa de la Reina. Por esta época, un sirviente africano de Ana de Dinamarca, conocido sólo como " el Moro", identificado como un "paje del palafrenero" que vestía ropas de terciopelo naranja y tafetán español, murió y fue enterrado en Falkland, probablemente en el cementerio de Kilgour.

### Incursión de Falkland
Durante cinco horas en la mañana del 28 de junio de 1592 , Francis Stewart, conde de Bothwell, con el Maestro de Gray, James Lumsden de Airdrie, el Laird de Niddrie, John Colville y Spott con otros, incluidos hombres de Cumbria, intentaron capturar el palacio y a Jacobo VI y Ana de Dinamarca. Jacobo VI había sido advertido del acercamiento de Bothwell y se había quedado en Falkland en lugar de ir a Perth como había planeado. Los planes de Bothwell habían sido revelados al embajador inglés en Edimburgo, Robert Bowes, y le había dicho a Richard Cockburn, el conde de Morton y el maestro de Glamis que el rey debería "mirar de cerca a su alrededor". Bothwell cruzó el río Forth en Queensferry el 27 de junio con 400 hombres. El conde de Erroll y el coronel William Houston estaban en Falkland y fueron arrestados bajo sospecha de ser infiltrados.
Los hombres de Bothwell intentaron derribar la puerta trasera, pero fueron rechazados por disparos antes de la medianoche del 27 de junio. El rey se retiró a la torre de la puerta de entrada y su guardia disparó contra los hombres de Bothwell. Según James Melville, los defensores que estaban a favor de Bothwell cargaron sus armas con papel en lugar de balas. Bothwell abandonó el ataque a las 7 de la mañana y se alejó con los caballos del rey. James Sandilands lo persiguió. Capturó a nueve hombres cuyos caballos se cansaron, cinco fueron ahorcados en el Canongate de Edimburgo, los otros fueron rescatados. Uno de los sirvientes de John Colville fue ahorcado, se encontró en su poder un paquete de cartas codificadas y un cifrado.
El asaltante fronterizo inglés Richie Graham de Brackenhill y sus compañeros saquearon la ciudad de Falkland, llevándose caballos, ropa y dinero. Se dijo que Bothwell había dado una charla de ánimo a sus seguidores, alentándolos a matar a Sir John Carmichael, Sir George Home y Roger Aston.
Un mes después se dijo que Bothwell avanzaba hacia Falkland nuevamente desde el puente de Stirling, y algunos de sus hombres habían desembarcado en botes en un arroyo cerca del castillo de Aberdour. El rey fue advertido por Harry Lindsay y se preparó para otra pelea. El conde de Argyll cabalgó desde su fiesta de bodas en el palacio de Dalkeith para ayudar al rey. Se convocó a hombres armados de Edimburgo, Haddington y Linlithgow para luchar contra el conde rebelde. Sin embargo, a Robert Bowes se le dijo que era una falsa alarma deliberada, posiblemente con la intención de hacer que el rey se mudara de Falkland a un lugar menos seguro.

### Últimos años como palacio real

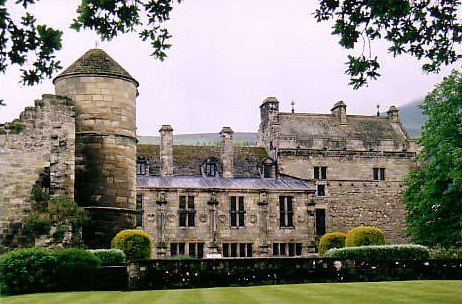
Palacio de Falkland desde los jardines

Cuando Ana de Dinamarca la visitó en septiembre de 1598, su dormitorio estaba cubierto con tapices traídos de Holyroodhouse. Un embajador francés Philippe de Béthune, hermano del duque de Sully, llegó en julio de 1599. El diplomático inglés Sir William Bowes se mostró reacio a ir a Falkland, donde Jacobo VI podría mostrar más favor al embajador francés. Béthune enfermó y necesitó un cirujano y un médico para sangrarlo. Se rumoreaba que había sido envenenado. Se recuperó y prosiguió con el rey hasta Inchmurrin y el palacio de Hamilton, después de que Jacobo VI le escribiera al Laird de Wemyss para que le prestara su mejor caballo de alquiler y su silla de montar.
David Murray se convirtió en el guardián del jardín, el parque y Lomond Hills y se le permitió construir una casa en el sitio del antiguo castillo, llamado Castlestead o Nether Palace of Falkland. Lord Walden se quedó una noche en agosto de 1613. Esta casa fue heredada por el próximo cuidador del parque, John Murray, primer conde de Annandale. El palacio se utilizó ocasionalmente como prisión. En noviembre de 1608, James ordenó a David Murray que mantuviera prisionero a James Elphinstone, primer Lord Balmerino, en la torre del palacio, por correspondencia traicionera con el Papa. Balmerino fue liberado en octubre de 1609. Después de escuchar a Ana de Dinamarca hablar de su amor por Escocia, el embajador veneciano Antonio Foscarini llegó a Falkland en septiembre de 1613.

### Guerra civil
Después de la Unión de las Coronas en 1603, el arquitecto James Murray reparó el palacio para la visita del Rey Jacobo en 1617. Algunos cortesanos se alojaron en la casa de Nicol Moncrieff, que aún se encuentra en Falkland, frente a la puerta del palacio. En las celebraciones para dar la bienvenida al rey el 19 de mayo, David Wedderburn proporcionó un poema en latín, en el que se pedía al rey, después de un día de caza, que contemplara los recuerdos del pasado de Escocia, las victorias sobre los romanos y los vikingos, las guerras de independencia de Escocia y la unión actual de los reinos de Gran Bretaña.
El palacio fue reparado en 1629. Se enviaron pizarras para el techo de Dundee a Newburgh. Un vidriero, David Masterton, pintó las rejas de hierro de los yetts con plomo rojo. Valentine Jenkin hizo un nuevo conjunto de paneles de armadura de madera para la puerta de entrada y los pintó.
Carlos I y Carlos II también visitaron Falkland. Sobreviven relatos de la estancia de Carlos II en julio de 1650, cuando hubo que hacer proclamas para reducir los precios inflados de alojamiento y alquiler de caballos que se cobraban en el pueblo. Un incendio destruyó parcialmente el palacio durante su ocupación por las tropas de Cromwell, y rápidamente cayó en ruinas.

### Era moderna

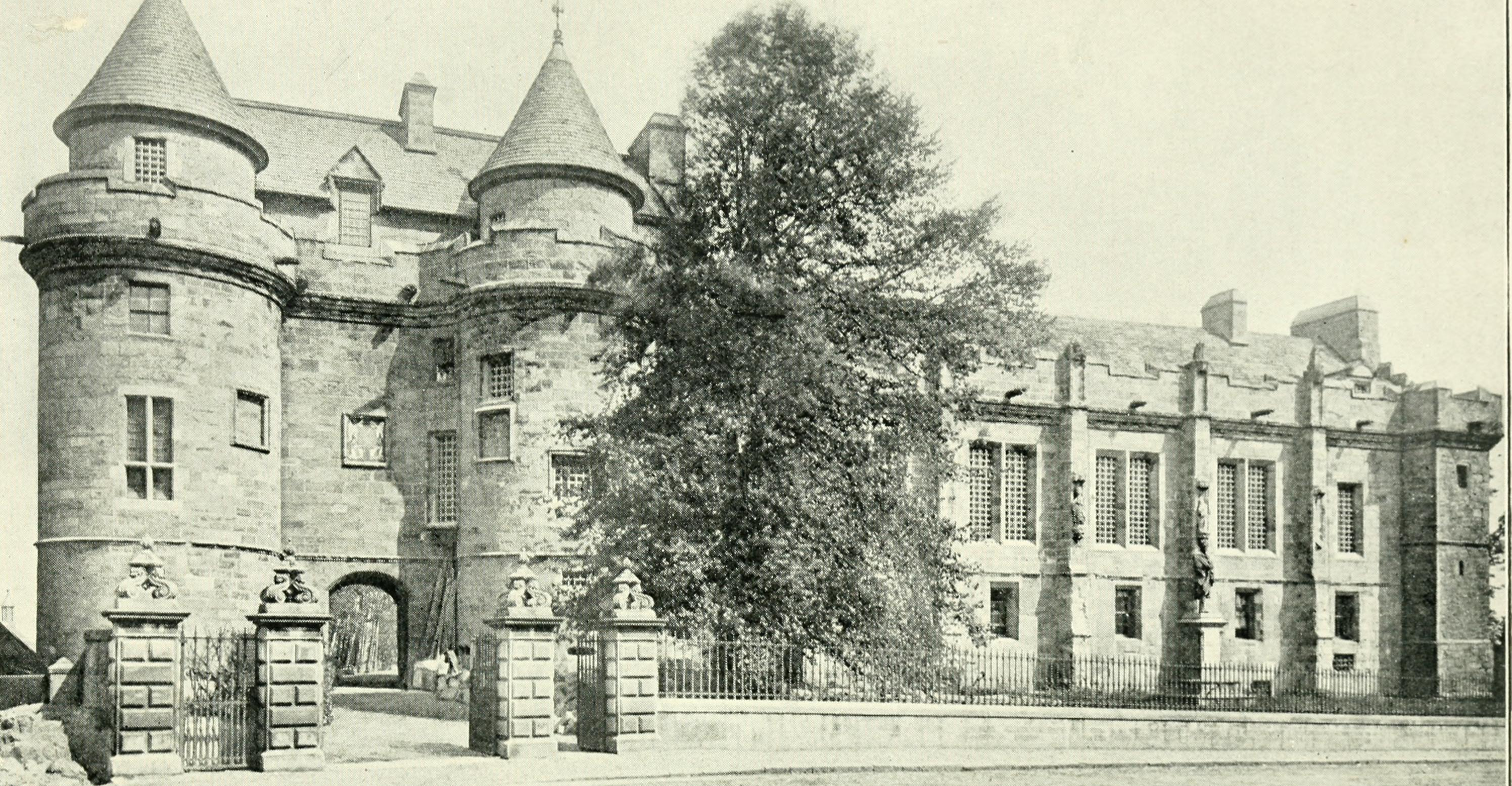
Una vista de 1902 del palacio.

En 1952, el mayor Michael Crichton Stewart, guardián hereditario, decidió designar al National Trust for Scotland para que se hiciera cargo del palacio. El National Trust se convirtió así en el Guardián Adjunto del Palacio, y ahora cuidan y mantienen el Palacio y sus extensos jardines. Se encuentra disponible una visita virtual  del palacio.

## Descripción

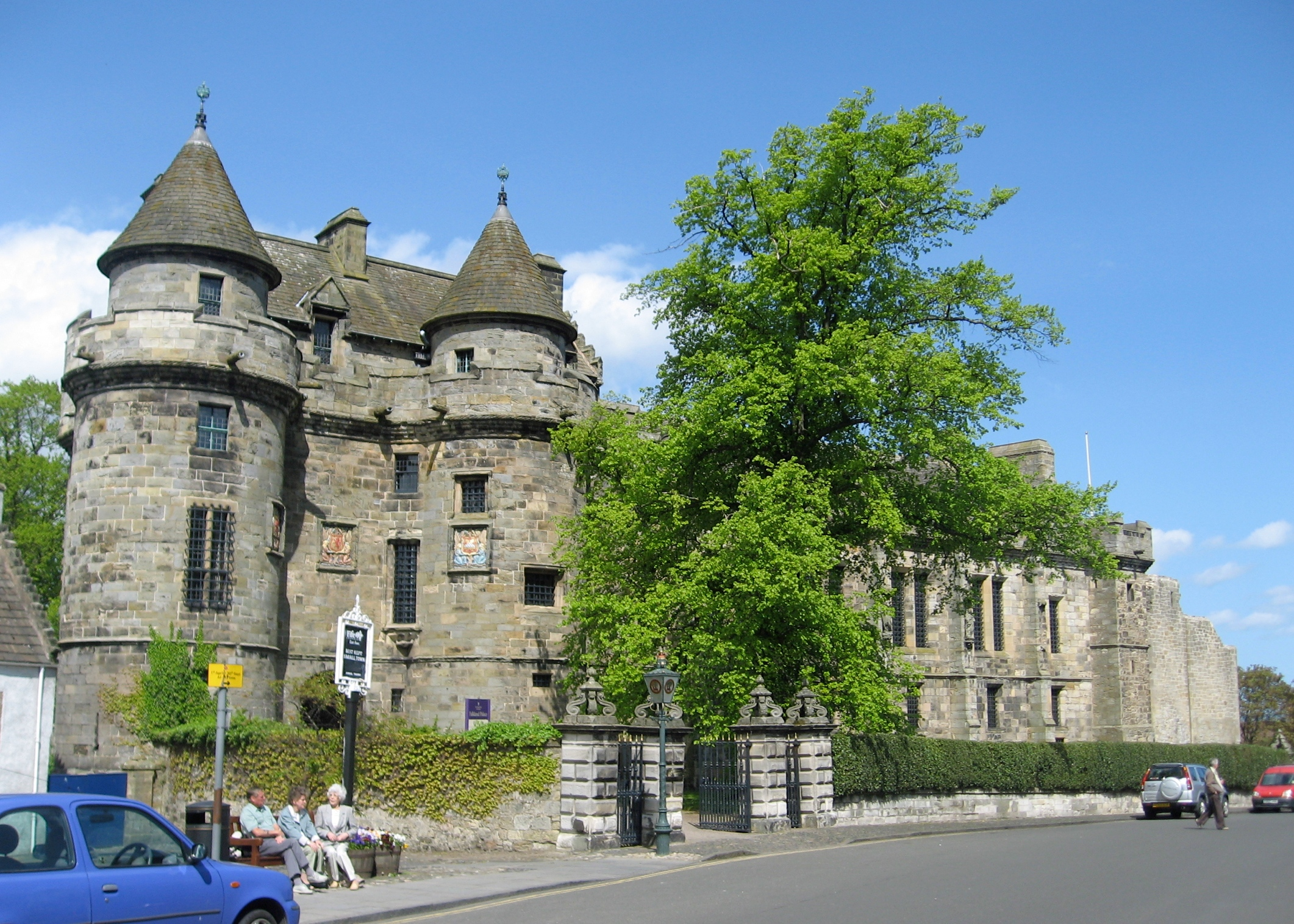
Palacio de Falkland, fachada de entrada

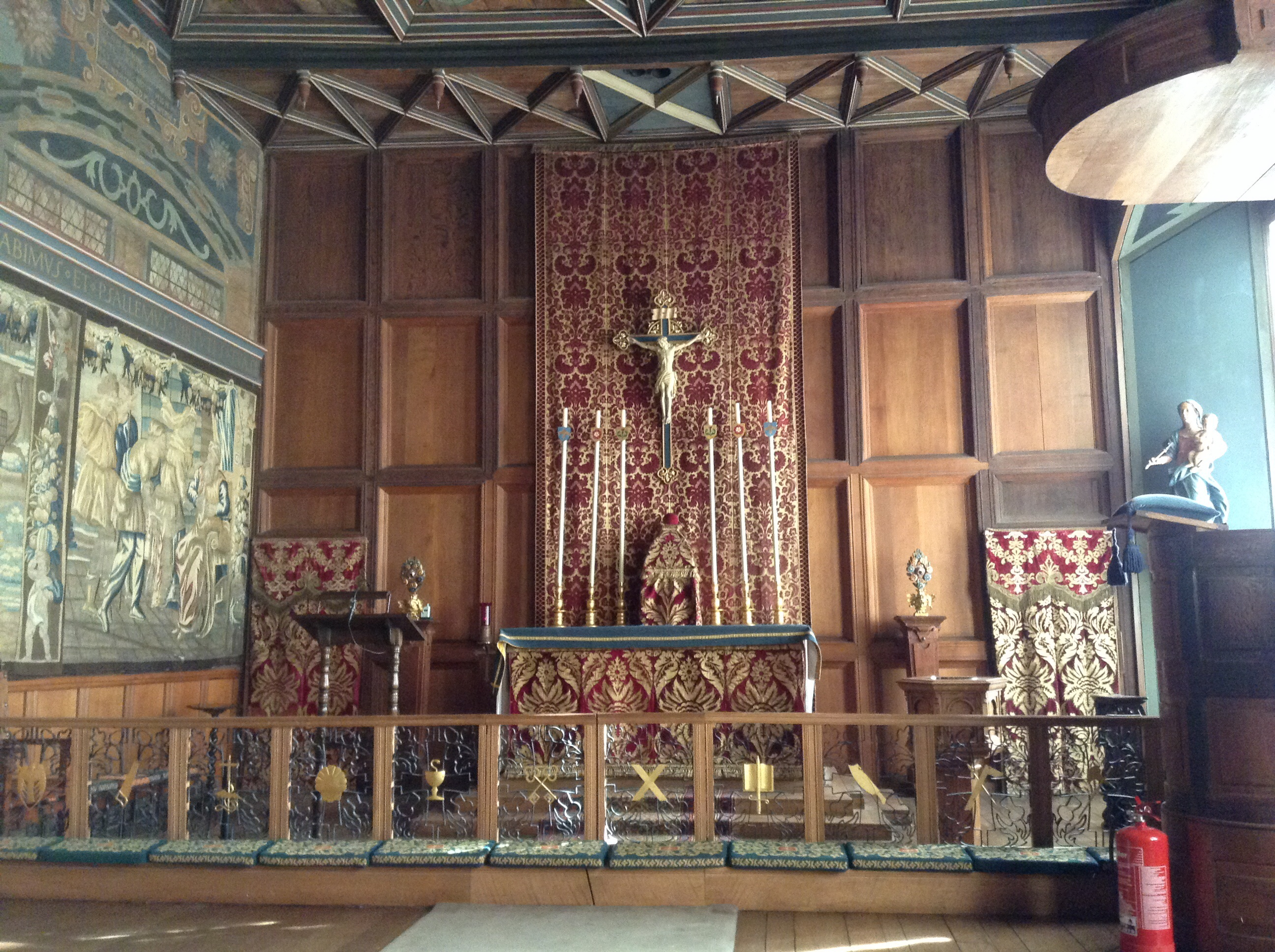
Capilla Real

El palacio tiene dos alas dispuestas en forma de 'L', ahora llamadas Cuarteles Sur y Este. Se ingresa al patio del palacio a través de la torre de la puerta de entrada en el extremo oeste del cuartel sur. La fachada exterior de sillería del cuartel sur tiene troneras en el sótano. Encima de estos están las pequeñas ventanas de los alojamientos privados, y en el segundo nivel las grandes ventanas pareadas de la Capilla Real. Entre estas ventanas hay nichos desgastados y estatuas. Las ménsulas muestran los instrumentos de la pasión; la capilla de Falkland se dedicó a Santo Tomás y es la principal iglesia parroquial católica de Falkland, con misa todos los domingos a las 9 am.
El testero está rematado con una cornisa decorada y una almena que continúa alrededor del lado oeste de la torre de la puerta. Al este de la capilla hay una pequeña torre de sección rectangular que alguna vez albergó una escalera circular, y más allá está el frontón parcialmente reconstruido del cuartel este. Aunque algunos escritores han atribuido parte del cuartel sur a la época de Jacobo IV, la forma de las asas, el parapeto continuo y los pagos documentados a Pedro el Flamenco por las 5 estatuas en 1539 demuestran adecuadamente que el aspecto actual data de la obras de Jacobo V. La torre de entrada fue construida en 1541, y las cuentas registran el trabajo de dos maestros albañiles: "a John Brownhill y Henry Bawtie por la finalización completa de la entrada principal y la torre ... y la elevación de ciertos chimeneas en el cuartel sur".
El cuartel este, además de la fachada del patio, está en ruinas. La torre de acceso situada en el centro, Crosshouse, fue reconstruida por el marqués de Bute. El arquitecto del National Trust, Schomberg Scott, recreó los dormitorios del Rey y la Reina en su interior. La sección norte del cuartel este fue originalmente un alojamiento construido por Jacobo IV. El cuartel este fue remodelado por el albañil John Merlioun en 1538. Esta parte del edificio, con sus galerías traseras que dan al jardín, se deterioró en 1615. En 1616, el maestro de obras, James Murray, recibió la orden de reparar el techo plano de las galerías del Rey y la Reina y el techo del alojamiento del cuartel este en previsión de la visita de Jacobo VI.

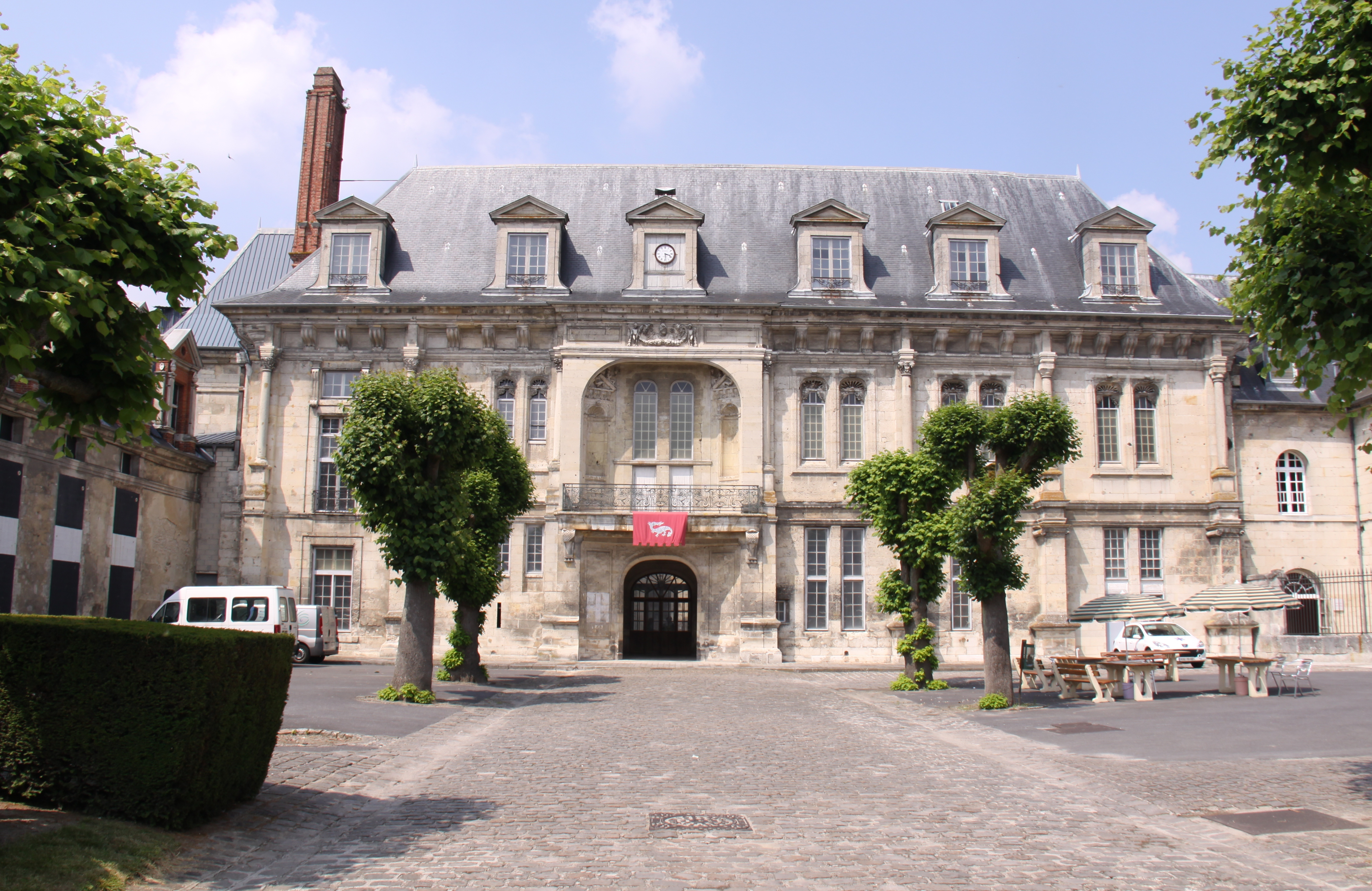
Fachada comparable en Villers-Cotterêts

Las fachadas de los patios Sur y Este fueron decoradas y unificadas con pilastras de estilo renacentista francés entre 1537 y 1542. Su apariencia es comparable al castillo francés de Villers-Cotterêts. Los contrafuertes del Este datan de 1537, y los del Sur, donde la mampostería es más sofisticada, de 1539. El trabajo posterior puede estar relacionado con la llegada de Nicolás Roy, un albañil francés enviado a Escocia en marzo de 1539 por Antonieta de Borbón, la madre de María de Guisa. El techo de la capilla data de la época de Jacobo V, como ha confirmado un reciente trabajo de dendrocronología del Grupo AOC, y fue redecorado con motivo de la visita de Carlos I en 1633. James Murray, maestro de obras, recibió la orden de reparar el techo del cuartel sur en 1625, con instrucciones de "tener un cuidado y consideración especiales" para que el gran techo de la capilla se preservara y mantuviera en la medida de lo posible.

## Cancha de tenis real
En la planta baja de los jardines, un poco más allá, se descubrieron los restos del castillo medieval c. 1900, se encuentra la cancha de tenis real original. Los albañiles William Mason y Alexander Allardice, entre otros, construyeron la cancha de tenis. Sus muros fueron rematados por Callum el pargeoner, o yesero de cal. Es la cancha de tenis más antigua del mundo todavía en uso. En el área de espectadores techada anidan varias golondrinas durante la primavera y el verano. La cancha es la sede del Falkland Palace Royal Tennis Club .